# Jacques Bergeret
Pour les articles homonymes, voir Bergeret.
Jacques Bergeret né le 15 mai 1771 à Bayonne, et mort le 26 août 1857 à Paris, est un officier de marine français. Il termine sa carrière avec le grade de vice-amiral.

## Biographie

### Origines et jeunesse
Fils de Jean-Baptiste Bergeret, négociant, et de Jeanne Behic, il épouse sa cousine germaine Marie-Alexis Behic, fille de Michel Behic.

### Débuts sous l'Ancien Régime
Bergeret s’engage dans la marine de commerce en 1783 et part à l'âge de douze ans pour Pondichéry, en qualité de mousse sur le navire de commerce La Bayonnaise. En 1784, il est volontaire dans la marine royale sur la corvette L’Auguste pour une campagne d’exploration en mer Rouge.

Il retourne au commerce comme pilotin en 1786 et atteint rapidement le grade de second lieutenant. Jusqu’à 1792, il navigue essentiellement pour des campagnes au commerce vers l'océan Indien et plus particulièrement l’Île-de-France (île Maurice).

### Révolution
Bergeret rejoint la marine de guerre comme enseigne de vaisseau en avril 1793. Il participe à des escortes de convois sur la frégate Andromaque puis la corvette Unité. Sur cette dernière, il participe à un combat indécis contre la frégate HMS Alceste.
Promu lieutenant de vaisseau, Bergeret se voit confier presque aussitôt le commandement de la frégate la Virginie appartenant à l’escadre de Brest sous le commandement du contre-amiral Villaret-Joyeuse. Il participe à la bataille de Groix, où la Virginie est l'un des bâtiments qui combattent et repoussent les forces de Cornwallis. Dès le retour, Villaret demande la promotion de Bergeret comme capitaine de vaisseau, ce qui est obtenu en mars 1796.
Dès le mois suivant La Virginie rencontre la division britannique aux ordres de Sir Edward Pellew : le vaisseau rasé HMS Indefatigable et les frégates Concord et Amazon. Après une chasse de 15 heures, les deux frégates sont laissées loin derrière mais l’Indefatigable rattrape la Virginie.
Bergeret vire de bord et fait face au rasé, armé de 38 pièces de 24 livres. La Virginie perd deux de ses mâts, dont l’un masque la plus grande partie de sa batterie ; elle a aussi près d’un mètre d’eau dans sa cale. Les frégates rejoignent la bataille et Bergeret amène ses couleurs lorsque le HMS Concord se positionne pour le prendre en enfilade.
Prisonnier d’Edward Pellew, Bergeret est invité à résider dans sa propriété de Cornouailles près de Plymouth. Bergeret et Pellew nouent des liens qui perdurent toute leur vie par contact épistolaire.
Après deux ans de détention, Bergeret est proposé pour être échangé contre le commodore Sidney Smith pris en baie de Seine à peu près au même moment. Les Français considérant Sir Sidney Smith comme un espion refusent de le traiter en prisonnier de guerre et le Directoire s’oppose obstinément à l’échange. L’Amirauté britannique décide d’envoyer Bergeret à Paris sur parole pour plaider la cause de l’échange. Il échoue et regagne la Grande-Bretagne pour honorer sa parole mais, peu après, Sidney Smith s’évade de la prison du Temple dans des conditions rocambolesques. Officiellement, considérant que l’échange était consommé et pour honorer le respect par Bergeret de sa parole, l’Amirauté britannique décide de le libérer. Dans les faits, il est à peu près admis aujourd’hui que « l’évasion » n’était qu’une mise en scène, les services secrets britanniques ayant obtenu la complicité d’un certain nombre de personnalités (dont probablement Barras) à coup de pots de vin.[réf. nécessaire]
De retour en France, Bergeret commande le vaisseau le Dix-août dans l'escadre de l'amiral Bruix pendant sa croisière en Atlantique et en Méditerranée en 1799 et 1800, puis le vaisseau le Foudroyant, navire de pavillon de Bruix à Rochefort (1801).
À l’occasion de la Paix d'Amiens, il souhaite retourner au commerce mais l’autorisation lui est refusée. Il démissionne donc de la marine républicaine et rejoint l’Isle de France où il arme et commande lui-même un bâtiment, la Psyché avec lequel il fait le commerce dans l’océan Indien.

### Premier Empire
Il est réintégré en 1804 dans son grade de capitaine de vaisseau et la Psyché lui est rachetée pour le compte de l’État par le gouverneur des Mascareignes, le général Decaen. Elle est transformée en frégate et Bergeret en conserve le commandement. Il se livre à la guerre de course contre les navires de commerce et les indiamen de la East India Company.
En 1805, après s’être emparé de trois gros navires marchands, il rencontre la frégate britannique San Fiorenzo. Après trois heures de combat, la Psyché se rend avec 67 tués et 70 blessés. Il est de nouveau le prisonnier d’Edward Pellew, devenu entretemps vice-amiral et Lord Exmouth, commandant les forces britanniques de l’océan Indien.
Il est cette fois rapidement échangé et Decaen lui offre le commandement d’une autre frégate, la Créole, et le charge de rapporter ses rapports et dépêches en France.
Bergeret ne reçoit de nouveau commandement qu’en février 1809 : sur le Ville de Varsovie il commande les bâtiments de Rochefort, en mauvais état et avec des équipages ravagés par les épidémies. Le contre-amiral Willaumez doit le rejoindre en rade de l’île d’Aix avec la flotte de Brest pour transporter des renforts de troupes aux Antilles. Bergeret est censé combattre et écarter la division britannique de blocus. Il semble que l’ordre acheminé par les signaux Chappe au long de la côte ne lui soient pas parvenus (la chaîne a probablement été interrompue par sabotage). Willaumez et Bergeret se querellèrent et, sur ordre de Napoléon (lettre de l'Empereur à Decrès, le 6 mars 1809) le ministre Denis Decrès les destitua tous deux et, toujours sur ordre de Napoléon, confia le commandement des forces combinées mais bloquées en rade au vice-amiral Zacharie Allemand.
Bergeret va rester en disgrâce pendant tout le reste de l’Empire et ne deviendra amiral que sous la Restauration.
Le 6 mars 1809, l'Empereur adressait la missive suivante à son ministre de la marine 

« Monsieur le vice-amiral Decrès,

J'ai reçu votre lettre sur les allégations du général Willaumez… 

Je ne vois pas ce qui a empêché le contre-amiral d'appareiller de l'île d'Aix, ni ce qui a pu l'autoriser à passer la nuit dans une rade où la sûreté de son escadre était exposée. Quant au capitaine Bergeret, je ne vois pas ce qui peut l'excuser de n'avoir pas appareillé de Rochefort ; il devait appareiller même s'il n'avait qu'un vaisseau disponible. Je crois vous avoir mandé d'appeler auprès de vous le contre-amiral Willaumez et le capitaine Bergeret pour rendre compte de leur conduite. 
Vous avez dû expédier un courrier au contre-amiral Allemand pour qu'il aille prendre le commandement de mon escadre de l'île d'Aix. Faites-moi un rapport sur la situation actuelle de cette escadre ; je désire savoir si je puis encore m'en servir pour envoyer des secours à mes colonies, qui en ont si grand besoin. Cette expédition serait d'autant plus utile que j'ai des troupes de l’Île d'Aix ; et qu'il serait possible d'embarquer sur l'escadre environ 2,000 hommes… »

### Restauration
Lors de la Première Restauration, une division lui est confiée pour reconduire jusqu’en Russie, par la Baltique, les prisonniers russes faits pendant la campagne de France. Ceci lui vaudra l’estime des autorités russes qui le décoreront.
Il revient de Riga en ramenant 736 prisonniers français libérés dont 76 officiers, capturés pendant la retraite de Russie
Lors des Cent-Jours, Decrès ignore totalement Bergeret. De ce fait, n’étant pas compromis, il est compris dans la réorganisation de la marine sous la Seconde Restauration.
En 1817, il commande une grosse division constituée autour du vaisseau l’Hector pour aller reprendre possession de la Guyane et y mettre en poste le nouveau gouverneur Claude Carra-Saint-Cyr. Les Portugais lui refusent d'abord l'accès de Cayenne mais il fait débarquer ses troupes pendant la nuit et les Portugais finissent par céder la place sans combat
Il commande ensuite successivement plusieurs vaisseaux : le Neptune, le Duc de Berry, le Foudroyant.
Il est promu contre-amiral en 1819 et, dans les années suivantes, dirige à deux reprises la station des Antilles, fonctions qui alternèrent avec des participations au conseil d'Amirauté. La Monarchie de Juillet le nomme vice-amiral en 1831 et préfet maritime à Brest. Il est vice-président du Conseil d’Amirauté en 1835 et Pair de France en 1841.
Il est admis dans le corps de réserve (deuxième section) des amiraux en 1848 et devint sénateur au début du Second Empire. Il est à ce moment le dernier survivant des capitaines de la Révolution et l’autorité morale de la marine bien qu’il n’eût pas bénéficié du titre d’amiral de la flotte.
Il meurt à Paris en 1857 et est enterré à Brest.

### Sources et bibliographie

#### En français
- Pierre-Marie-Joseph Bonnefoux, Mémoires du baron de Bonnefoux, capitaine de vaisseau 1782-1855, Paris, Plon-Nourrit et cie, 1900, p. 65.
- Danièle et Bernard Quintin, Dictionnaire des capitaines de vaisseau de Napoléon, S.P.M., Paris, 2003.

#### En anglais
- (en) Michael Durey, The British Secret Service and the escape of Sir Sidney from Paris 1798, History, juillet 1999, no 275.
- (en) William James, The Naval History of Great Britain during the French Revolutionary and Napoleon’s wars, Londres 1837 ; réédition récente par Conway Maritime Press, Londres, 2003, t. 1, 2 et 4.
- (en) Edward Osley, Life of Lord Exmouth, London, 1840.